# Wolf Warrior
Wolf Warrior è un film del 2015 diretto da Jacky Wu.

## Trama
Un soldato delle forze speciali, noto per la sua abilità da tiratore, deve difendersi da un gruppo di mercenari stranieri, assoldati da un grosso narcotrafficante che vuole liberarsi di lui.